# Jesus Freak
Jesus Freak ist das vierte und bekannteste Album von dc Talk und wurde am 21. November 1995 veröffentlicht. Bis heute wurde es allein in den USA über 2 Mio. Mal verkauft.

## Herkunft des Titels
Jesus Freak war ursprünglich eine abwertende Bezeichnung für Anhänger der Jesus-Bewegung in den 1960er und 1970er Jahren. Im Laufe der Zeit wandelte sich die Bedeutung zumindest innerhalb der christlichen Jugendszene ins Positive und bezeichnet jemanden, der seinen christlichen Glauben offen lebt.

## Bedeutung
Im Vergleich zum vorherigen Album Free At Last (1992) verschwinden die HipHop-Einflüsse fast vollständig zugunsten der Rock-Anteile. Inhaltlich geht es um den christlichen Glauben, aber auch gesellschaftliche Probleme, wie etwa Rassismus gegen Menschen anderer Hautfarbe (Colored People).

## Trackliste

### Single
1. Jesus Freak – 4:51
2. Jesus Freak (Gotee Bros. Freaked-Out Remix) – 4:42
3. I Wish We'd All Been Ready (Live) – 3:45 (Original von Larry Norman)
4. Jesus Is Just Alright (Pre-Freaked Live Version) – 4:52

Die Single enthält außerdem einen CD-ROM-Teil mit Interviews und Musikvideos.

### Album
1. So Help Me God – 4:39
2. Colored People – 4:26
3. Jesus Freak – 4:50
4. What If I Stumble – 5:06
5. Day by Day – 4:30
6. Mrs. Morgan – 0:57
7. Between You and Me – 4:59
8. Like It, Love It, Need It – 5:23
9. Jesus Freak (Reprise) – 1:18
10. In the Light – 5:05 (Original von Charlie Peacock)
11. What Have We Become? – 6:10
12. Mind's Eye – 5:16
13. Alas, My Love – 5:15

### Jesus Freak 10th Anniversary Special Edition
Disc One: Jesus Freak
1. So Help Me God
2. Colored People
3. Jesus Freak
4. What If I Stumble?
5. Day By Day
6. Mrs. Morgan
7. Between You and Me
8. Like It, Love It, Need It
9. Jesus Freak (reprise)
10. In the Light
11. What Have We Become?
12. Mind’s Eye
13. Alas My Love

Disc Two: BONUS
1. So Help Me God (Savadocious Junk Yard Mix 1974)
2. Jesus Freak (The Savage Perspective Mix)
3. What If I Stumble? (Doubledutch Remix)
4. Between You and Me (fabs Remix)
5. Like It, Love It, Need It (dDubb Remix)
6. What Have We Become? (dDubb Remix)
7. Mind’s Eye (Early Demo featuring Mark Heimermann)
8. Jesus Freak (Gotee Bros. Freaked Out Remix)
9. Help! (Live)
10. Colored People (Live)
11. It’s the End of the World (As We Know It) (Live)
12. I Wish We’d All Been Ready (Live)
13. 40 (Live)
14. In the Light (Instrumental Version)

## Veröffentlichungen und Erfolge
Jesus Freak (Single):
- USA 1995

Jesus Freak (Album):
- USA 1995: Platz 16 in den Billboard Top 200 Charts

In The Light (Single):
- USA 1996

Just Between You And Me (Single):
- USA 1996: Platz 29 in den Billboard Hot 100 Charts
- Deutschland 1997: Platz 91 in den Single-Charts

Colored People (Single):
- USA 1997

Auszeichnungen:
- Grammy Award 1997 in der Kategorie Rock Gospel Album
- Dove Award 1996 Rock Recorded Song (Jesus Freak)
- Dove Award 1997 Short Form Music Video (Jesus Freak)
- Dove Award 1997 Pop/Contemporary Recorded Song (Between You And Me)
- Dove Award 1997 Rock Recorded Song (Like It, Love It, Need It)
- Dove Award 1998 Short Form Music Video (Colored People)
- Billboard Award 1996 Contemporary Christian Album (Jesus Freak)
- Billboard Award 1996 Contemporary Christian Video (Jesus Freak)
- Billboard Award 1997 Contemporary Christian Clip of the Year (Jesus Freak)

## Bücherreihe
Zwischen 1999 und 2002 erschien eine Buchreihe unter dem Titel Jesus Freaks von dc Talk in Zusammenarbeit mit der Hilfsorganisation The Voice of the Martyrs.
- Jesus Freaks II (2002)
- Live Like A Jesus Freak (2001)
- Promises For A Jesus Freak (2001)
- Jesus Freaks Journal (2001)
- Jesus Freaks (1999)

Die Bücher Jesus Freaks, Live Like A Jesus Freak (dt. Titel: Jesus Freaks Andachten) und Jesus Freaks II erschienen auch auf Deutsch bei Gerth Medien.

## Sonstiges
Am 20. Juni 2006 veröffentlichte Gotee Records mit Freaked! ein Tributalbum zum zehnjährigen Geburtstag des Albums. Am 26. Dezember 2006 erscheint Jesus Freak: 10th Anniversary Special Edition ein Doppel-CD-Album mit remasterten Titeln und einigen Remixes.